# Simulium cervicornutum
Simulium cervicornutum är en tvåvingeart som beskrevs av Pomeroy 1920. Simulium cervicornutum ingår i släktet Simulium och familjen knott. Inga underarter finns listade i Catalogue of Life.